# Israels nationale vandtransportør
Israels nationale vandtransportør (Engelsk : The National Water Carrier of Israel) er et netværk af vandledninger, færdiggjort i 1964. Den blev konstrueret for at tage vand fra Israels største fersvandsreservoir, Genesaret Søen, og føre det sydpå til kunstvandingsformål, og for at opdyrke Negev ørkenen, et erklæret mål af Israels første præsident David Ben Gurion, som selv boede i Negev. I dag anvendes vandet for 80% vedkommende til forbrug i husholdningerne. Op til 72.000 m³ vand kan flyde gennem det 130 km lange system hver time, svarende til 1.7 millioner m³ om dagen.

## Konstruktionen
- Beslutningen om at implementere Jordan Projektet, der senere blev kendt som The National Water Carier, blev besluttet af den israelske regering i 1956.
- National Carrier blev designet og konstrueret af 2 statslige firmaer, Tahal og Merkorot.
- Ved indvielsen af National Carrier i 1964 var 80 % af dens vand afset til landbruget, og 20 % til drikkevand. Efterhånden er en større og større del blevet brugt som drikkevand, således at National Carrier i begyndelsen af 1990'erne stod for halvdelen af drikkevandsforsyningen i Israel. Dette tal ventes at være vokset til 80 % i 2010. Grunden til den ventede stigning i andelen af National Carriers vand forbrugt som drikkevand, er flg:
- 1. Befolkningstilvæksten i Israel, primært i midten af landet.
- 2. Øget forbrug i husholdningerne, som følge af en stigende levestandard.

- Israel begyndte faktisk at implementere planerne allerede i 1953. Men eftersom Jordan-floden dengang – før Seksdageskrigen – dannede grænse mellem Israel og Syrien, blev planen obstrueret af Syriens modstand. Mange skud-udvekslinger fandt sted i 1953 i området, med gentagne klager over Israel, indgivet af Syrien til De Forenede Nationer.
- Ved slutningen af året gav FN Israel besked på at afstå fra at aflede Jordanflodens vand. Som resultat heraf blev den originale National Carrier plan ændret, og det blev besluttet hovedsagelig at basere den på vand fra Genesaret Søen, som så blev udvalgt som det nordlige og primære naturlige reservoir for National Carrier, fra hvilken vandet pumpes op og føres sydpå.
- Denne ændring af planerne var betydningsfuld, involverende store mængder elektricitet, eftersom konstruktionen indebar at løfte vandet fra 209-213 meter under havets overflade, til en højde af 151 meter over havet.Dette blev løst ved at bygge 2 store pumpestationer: Tabgha, og Tsalmon.

### Udgangspunktet for Israels kalkulationer
- Genesaret Søen dækker et areal på omkring 168 km², og den rummer 4 milliarder km³. Søen får mest af sit vand fra Jordan-floden, som igen får sit vand fra bifloderne Dan (250 mill. m³ /år), Hasbani (150 mill. m³/ gennemsnitlig år) og Banias (120 mill. m³/gennemsnitlig år)
- Det bliver i alt i et gennemsnitligt år 520 mill. m³ vand fra de største bidrag. Sammen med mindre tilløb, oversvømmelsesvand og andre kilder, er det gennemsnitlige årlige totale tilløb til Genesaret Søen fra dets afvandingsareal, 850 mill. m³, 65 % af hvilken er fra Jordan og dens bifloder, og 35 % fra andre kilder. 300 mill. m³ af dette vand – fordamper.
- Omkring 500 mill. m³ vand er tilgængeligt for oppumpning i et gennemsnitligt år. Af dette, pumpes 400 mill. m³ ind i vandledningen.

### Undervands-røret
Vandet kommer ind i systemet gennem en flere hundrede meter lang Rørledning under vandet i den nordlige del af Genesaret Søen. Vandet passerer gennem røret til et midlertidigt reservoir på bredden, for at fortsætte gennem en tunnel til en pumpestation.

### Taghba pumpestationen
- På dets vej til Taghba pumpestationen i den nordvestlige ende af Genesaret Søen, passerer vandet gennem et udligningsreservoir, før det flyder ind i karrene til pumpestationen, som er udgravet i en bjerggrotte. Karrene, udligningsreservoir og Genesaret, fungerer som forbundne kar, hvis vandniveau er identiske. En vertikal pumpe trækker vandet op fra hver sump, førende det til den store horisontale pumpe.
- Tre horisontale pumpeenheder befinder sig i hovedpumpe-hallen, hver bestående af 2 af de ovennævnte pumper og 2 motorer. Hver af de 20 MW pumpe-enheder har en pumpe-kapacitet på 6,75 m³ /sek, og de drives af kraftfulde motorer, hver på 30.000 hk. Hovedpumperne tvinger vandet ind i den automatisk styrede stempel tunnel.

- Fra Taghba stationen tvinges vandet ind i 3 rør som senere samles til at udgøre et enkelt tryk-resistent stålrør, 2.200 meter langt, kaldet "tryk-røret". Trykrøret løfter vandet fra -213 meter under havets overflade til en højde af +44 meter over havets overflade, hvorfra det fortsætter den åbne "Jordan Kanalen". Diameteren på trykrøret er mellem 2,2 og 2,8 meter. Det er udvendigt beklædt med beton, og malet indvendigt med et lag beskyttelsesmaling, som blev fornyet i 1994-95.
- Den fjerde pumpe-enhed blev indviet i Sapir-stationen i november 1991. Enheden ligger over jorden, eftersom den nuværende sikkerhedssituation ikke kræver en dyr, beskyttet konstruktion. En anden overvejelse for tilføjelsen af en fjerde enhed: I tilfælde af en alvorlig fejl, såsom en brand i pumpe-stationen, kan den fjerde enhed fortsætte med at virke, eftersom de er opført udenfor den nuværende bygning. Den fjerde enhed er ikke beregnet til at øge vand-flowet i National Water Carrier, men snarere til at understøtte pålideligheden af vandforsyningen, grundet de tre veteran-pumpers alder, efter mere end 40 års kontinuerlig virke. Eftersom det i visse perioder er umuligt at stoppe med at pumpe gennem systemet, ikke engang for en enkelt dag, udgør den fjerde enhed et alternativ under fejlfunktioner eller renoveringer af de andre pumpe enheder.

### Jordan Kanalen
Vandet tømmes nu fra tryk-røret ud i "Jordan Kanalen", som er udgravet langs en stenet bjergside i en strækning af næsten 17 km. Vandet i Jordan kanalen, 2,7 meter dybt når den er fuld, flyder ved hjælp af tyngdekraften. Kanalen er 3,15 meter dyb og trapez formet, -bredden varierende mellem 2,5 meter ved bunden til 12 meter ved toppen, og siderne har en hældning på 1:15. Bunden er foret med komprimeret, formalet basalt, dækket af et 1 cm. tykt asfalt beskyttelseslag, som igen er dækket af et 10 cm tykt betonlag. Særligt udstyr blev bragt fra USA for at konstruere kanalen, som blev tilpasset denne kanals særlige form.
- Fra Jordan kanalen flyder vandet nu ind i et reservoir med en kapacitet på omkring 1 mill. km3, Tsalmon Reservoiret, udgravet i Nahal Tsalmon dalen. Reservoiret regulerer vandet som flyder fra kanalen ind i pumpe-stationen.

### Tsalmon pumpe-stationen
- Den anden pumpestation i systemet, Tsalmon stationen, løfter vandet yderligere 115 m. op, fra en højde af 37 m.oh. overflade til 152 m., og ind i Eilabun-kanalen. Tsalmon pumpe stationen består også af 3 pumpe-enheder, men grundet den mindre løfte-højde, trækkes de af mindre motorer på 11 MW hver, medens de har den samme pumpekapacitet af Sapir enhederne: 6,75 m³ /sek. hver. Også her er der en transformatorstation som forsyner stationen med elektricitet.

### Eilabuntunnellen
- Tunnelen er 850 m. lang med en indre diameter på 3 m. og passerer under bakkerne ved den arabiske by Eilabun, transporterende vandet fra den åbne Jordan Kanal til den åbne kanal som krydser Beit Netofa Dalen.

### Beit Netofa Kanalen
Beit Netofa Kanalen transporterer vandet yderligere 17 km. I modsætning til Jordan kanalen, er denne kanal bygget med et ovalt tværsnit, valgt på grund af den fede jord, gennem hvilken den løber. For at undgå kollaps af kanalens sider, var det nødvendigt at forsyne dem med en moderat 1:3 hældning. Derfor er bredden af kanalen 19,4 meter, den konkave bund er omkring 12 meter bred, og dybden 2,6 meter, med vandet flydende igennem i en højde af 2,15 meter. Beit Netofa kanalen blev udgravet med særligt udstyr, bestilt i USA . Kanalen fører vandet til Eshkol reservoiret, opkaldt efter Levi Eshkol, en af lederne af Arbejderbevægelsen, og ham som grundlagde Mekorot og ledede det i de første år.
- To reservoirer er placeret i den sydvestlige ende af Beit Netofa valley. Den første , "sediment bassinet" rummer omkring 1,5 millioner km³ vand, og tjener primært et sanitært formål, for at opløst materiale i vandet kan synke til bunds.
- Det andet reservoir, adskilt fra sedimentationsbassinet af en dam, har en kapacitet på 4,5 millioner km³, og dets funktion er at regulere vandet mellem pumpestationerne og de åbne kanaler på den ene side, og vandets videre færd gennem den lukkede rørledning, hvilket er afhængig af vandbehovet i Israel, fra de nordlige til de sydlige regioner. Dette reservoir tillader at pumpningen kan reguleres for en uge af gangen, sådan at det er muligt at udnytte de billige el-priser om natten og i weekenderne, og begrænse brugen af dyr elektricitet på de tidspunkter, hvor el-forbruget topper.
- Det store reservoir tjener også som vand-lager, hvis fejl i National Carrier Systemet og pumpesystemerne, skulle medføre at pumpningen må afbrydes. I sådanne tilfælde kan reservoiret dække behovet i flere dage, sikrende kontinuitet i forsyningen.
- Vandet gennemgår nu en endelig test, inden det pumpes videre i rørledning. For at bringe det op til drikkevandsstandard tilsættes kemikalier. En klorinerings-bygning og andre sanitære installationer er konstrueret nær reservoiret og deres udtag, for at sikre at vand som går ind i rørledningen møder vandkvalitetstandarder.

### Den 2,75 m. tykke rørledning
Den åbne kanal og reservoirer er forbundet via en indførsels-anordning til den 2,75 m. tykke beton-rørledning. Indtaget rummer mudder-porte og begrænsere. Rørledningen løber ca. 86 km, fra Eshkol reservoiret til Yarkon-Negev systemet i Rosh-Ha'ayin.
- De 2,75 m. tykkebeton-rør blev fremstillet af Yuval-Gad fabrikken i Ashkelon, i henhold til U.S.Lock-Joint firma-metoden. Hver rørsektion er 5 meter lang, med en indre diameter på 2,74 meter, vejende næsten 50 tons. Betonrøret er lavet af en 4 mm tyk stål cylinder, beklædt indvendig med et 53 mmm tykt lag beton, og udvendigt med et 122 mm tykt lag beton.[2]

## Se kanalerne i Google Earth
Den letteste måde at finde de åbne kanaler er ved at søge på 'Eilabun,Israel'. Her ses de lange åbne kanaler på begge sider af Eilabun, og højdeforskellen kan også verificeres. Forøvrigt vises Genesaret Søen i øjeblikket med et meget smukt, og sikkert sjældent, isdække.